# Falciot cuaespinós de carpó argentat
El falciot cuaespinós de carpó argentat (Rhaphidura leucopygialis) és una espècie d'ocell de la família dels apòdids (Apodidae) que habita zones boscoses especialment a prop de corrents fluvials, a les terres baixes de la Península Malaia, Sumatra, Borneo i Java.